# Leucanopsis pulverea
Leucanopsis pulverea là một loài bướm đêm thuộc phân họ Arctiinae, họ Erebidae.